# Башков, Александр Ильич
Александр Ильич Башков (1914 — ?) — советский конструктор угледобывающих комбайнов, лауреат государственных премий.

## Биография
Родился в 1914 году в Луганске. Член КПСС с 1940 г.
Окончил Донецкий политехнический институт (1938).
В 1941−1942 гг. служил в РККА. Награждён орденом Отечественной войны II степени (06.04.1985).
С 1942 г. — в угольной промышленности. С 1943 г. инженер, главный инженер, с 1949 г. директор Донецкого филиала «Гипроуглемаша».
С 1956 г. директор организованного на его базе института «Донгипроуглемаш» («Донецкий государственный научно-исследовательский, проектно-конструкторский и экспериментальный институт комплексной механизации шахт») (работал в этой должности до середины 1980-х гг.).
Кандидат технических наук (1962).
Сталинская премия 1949 года — за участие в создании угольного комбайна «Донбасс».
Ленинская премия 1964 года — за участие в создании и внедрении комбайнов для механизации выемки угля на крутых пластах Донбасса (комбайны «УКР», «Темп» и «Комсомолец»).
Сочинения:
- Угледобывающий комплекс «Донбасс» [Текст] / [А. П. Христенко, С. М. Арутюнян, А. И. Башков и др.] ; Под ред. Башкова А. И. — Москва : Недра, 1978. — 328 с. : ил.; 22 см.

Сын — Евгений Александрович Башков, доктор технических наук, профессор, проректор по научной работе Донецкого национального технического университета, лауреат Государственной премии Украины.